# 메모리 알파

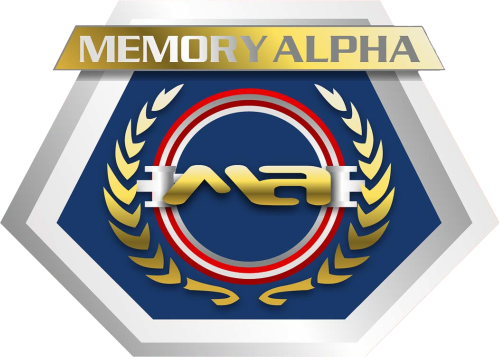

메모리 알파(영어: Memory Alpha)는 《스타 트렉》의 가공의 우주 전반을 다루는 위키 백과사전이다.
이 사이트는 다른 여러 언어를 지원하며 여기에는 불가리아어, 카탈루냐어, 중국어, 체코어, 네덜란드어, 에스페란토, 프랑스어, 독일어, 이탈리아어, 일본어, 폴란드어, 포르투갈어, 러시아어, 세르비아어, 스페인어, 스웨덴어가 포함된다.

## 같이 보기
- 온라인 백과사전 목록
- 위키 목록